# LovePlus
《LovePlus》（中国大陆又译作）是2009年9月3日由科樂美數位娛樂在日本發售的任天堂DS平台戀愛模擬遊戲。廣告標語為
2010年6月24日在日本發售續作《LovePlus+》，廣告標語為（日本全國LOVEPLUS現象（祭典））；而任天堂3DS版《New LovePlus》於2012年2月14日西洋情人節在日本上市。

## 玩法
《Loveplus》最大的特徵是：相較於以往的戀愛模擬遊戲（如科樂美的《心跳回憶系列》）多半目的在得到對方的告白，本作遊戲則是重心著墨於得到告白成為情侶後的發展。告白後的「情侶模式」利用了DS內建的時鐘功能，會配合現實的時間與季節，同時展開永久持續的「戀愛生活」。在登場角色方面，有「文武雙全大小姐」、「傲嬌」、「溫厚」、「長輩、晚輩設定」等各式不同性格。本作中角色服裝有400種以上，各項事件更在4000以上。
系統上活用了DS的觸控面版與麥克風，能夠在約會中進行親密接觸，或者是和女子實際對話。另外具備有透過無線通訊達成的記錄資料交換功能，監製石原明廣也談到：「今後如果能有後續作品展開的話，希望讓遊戲資料能夠繼承下去。」

## 故事
主角因故搬家至十羽野市，命運邂逅了私立十羽野高中的3名女子。隨著一同體驗學校生活趣事，逐漸建立良好關係的主角們究竟將會迎向什麼樣的未來。

### 主要角色
主角（玩家）　聲優：無
轉學進入十羽野高中的2年級學生。就讀後加入網球社、擔任圖書委員，並且也有打工。
在遊戲開頭可以選擇第一人稱為「俺」或「僕」。
高嶺愛花（聲優：早見沙織）
隸屬網球社的高中2年級學生。家中經營診所，父親是醫生，母親是前護士，自己則是文武雙全的大小姐。雖然是網球社女子部的王牌，但因為個性過度拘謹而無法和周圍的人打成一片。
喜愛吃烤白薯。喜愛福爾摩斯，偶爾會稱主角為華生。
小早川凜子（聲優：丹下櫻）
丹下櫻正式復出聲優的首部作品與角色。其本身非常喜愛該角色，在部落格上也有刊載過親筆畫的凜子圖。並且闡明自己在作品中和凜子交往。
喜愛吃薯片。學級低主人公一年，但在圖書委員會中則是前輩的身份。
姊崎寧寧（聲優：皆口裕子）
開發初期時本來設定為大學生，後來改為高中3年級學生，因此會化淡妝。右眼有哭痣。
喜歡喉糖。有點天然呆的性格，甚至會想要給餓肚子的動物喉糖吃。愛看恐怖片，會特意看好幾遍。

## 開發
依照本作的製作人內田明理的說法，本作的理念為「希望做成能夠長久得到樂趣的遊戲」，並非「攻略完就結束」，而是成為情侶後日子會延續下去的構成。
2010年2月10日發售的遊戲雜誌《Fami通》上，揭示了《LOVEPLUS》續作《LOVEPLUS+》開發計畫啟動的消息。同一天，街機遊戲追加了《LOVEPLUS》3位女主角的迷你遊戲（愛的彈跳碰）。製作人內田明理在《Fami通》訪談中表示「（在續作）不會更換角色」、「存檔資料能夠延續」等製作方向。

## 發行
除了一般販售的普通版之外，在科樂美的直營網站《konamistyle》另有特別版。特別版附有收錄了作中50張以上的事件插圖3位女角各1本，錄有遊戲音樂和故事序曲、遊戲製作完成後聲優們對話的原聲集。

## 迴響與演進
2009年9月3日《LOVEPLUS》發售日當天，成為mixi日記的熱門關鍵字第一名。遊戲作家黑手黨梶田所寫的熱情遊戲報告與製作人員訪談，2篇合計共在4Gamer.net的「週間文章點閱排行榜」得到將近230顆星（★，推薦指數）。比起科樂美的促銷活動，由實際遊戲經驗者所寫評論或網誌上的迴響效果更大。2009年9月4日，在讀賣新聞社的問答網站《發言小町》出現家庭主婦提問，因為丈夫熱中於新發售的戀愛遊戲而煩惱；其著迷程度甚至於上廁所時不忘帶著，就寢時也放在枕頭下一同入眠，影響到現實的夫妻關係。9月10日《產經新聞》在報紙上刊登報導，並被多家媒體大幅介紹。女主角之一的高嶺愛花登上電視情報雜誌《TVBros.》2009年10月3日號的封面。
由於《LOVEPLUS》獨特的遊戲系統，發售前觀望的玩家居多；和同時期的《美夢俱樂部》（Dream C Club）相較下，並未受到太大關心。然而《LOVEPLUS》發售後玩家的讚賞不斷，以及各家媒體報導，使得多家店鋪出現缺貨情況，造成網路拍賣價格一時飆漲。而科樂美在「東京電玩展2009」期間免費派發的促銷用情書，在日本Yahoo!拍賣以高價競標，其中3人各3種的完整9張套組得標價更高達7萬5千日幣。熱衷於《LOVEPLUS》的人，可能會出現「LOVEPLUS症候群」：經常對DS回話、縮短臉部和DS螢幕的距離、不自覺地在意時間、擔心DS主機沒電，甚者在公開場所和DS主機對話等等。
2010年1月9日，《LOVEPLUS》獲得「日本御宅大賞2009」大獎。截至2010年2月10日，遊戲共在日本售出21萬套。2010年4月5日，《LOVEPLUS》在App Store增加iPhone/iPod touch用的流動應用程式（APP）《LOVEPLUS i》（ラブプラス i），功能包括觸碰畫面會回應現在時間或講話的「通信功能」、拍攝下專用的AR marker後將可在畫面中的現實景色裡呈現女主角身影之「AR拍攝功能」、記載行程的「月曆功能」，並將以升級的方式增加新功能。
2010年7月，《LOVEPLUS+》上市，新增了與遊戲角色到靜岡縣熱海市旅行並投宿溫泉旅館的片段；有遊戲玩家因此親自前往熱海市聖地巡禮，並住進遊戲中出現的溫泉旅館「大野屋」。

## 其他媒體

### 音樂CD
（永遠日記）
2009年9月2日發售。遊戲主題曲的單曲。由三位聲優演唱，歌曲標題和作品舞台十羽野市互文。

2009年11月20日發售的，收錄3片單曲CD，每位女主角各2首歌。
1. 
歌：高嶺愛花（CV：早見沙織）　遊戲BGM「愛花のテーマ（片思い）」的歌唱版
2. 
歌：高嶺愛花（CV：早見沙織）　遊戲BGM 的歌唱版

1. 
歌：小早川凜子（CV：丹下桜）　遊戲BGM的歌唱版
2. 「青空飛行」
歌：小早川凜子（CV：丹下桜）　遊戲BGM的歌唱版

1. 
歌：姉崎寧寧（CV：皆口裕子）　遊戲BGM的歌唱版
2. 
  - 歌：姉崎寧寧（CV：皆口裕子）　遊戲BGM的歌唱版

### 廣播劇CD
- 2010年6月23日發售 ASIN B003IGMIR6

劇本：山口宏
- 2010年7月21日發售
- 2010年8月18日發售

### 漫畫
2010年起陸續在講談社的漫畫雜誌上開始連載。

自《月刊少年Rival》2010年5月號開始連載。作者為現津みかみ。

自《別冊少年Magazine》2010年5月號開始連載。作者為瀨尾公治。

自《月刊Young Magazine》2010年5月號開始連載。作者為九月タカアキ。

自《Magazine E-no》07 開始連載。作者為櫻太助。

自《good!AFTERNOON》#10 開始連載。作者為若宮弘明。

### 廣播劇
在丹下櫻主持的廣播節目《丹下櫻的RADIO A La Mode》中播放（LOVEPLUS Drama）。自2010年5月16日起每週1次，預定依序播送高嶺愛花篇、小早川凜子篇、姉崎寧寧篇各4回。並預定各篇將加上新錄廣播劇後製作成CD。

## 腳註
1. ↑  LovePlus+遊戲內的一張名片有「愛情加味」的漢字字樣。
2. ↑  科樂美官方網頁標示為模擬遊戲。
3. ↑  可以另解為「永遠的」。

## 相关條目
- New LovePlus

## 外部連結
- （日語） 「ラブプラス」の商品情報ページ （页面存档备份，存于）
- （日語） 日本男子ラブプラス化計画（コナミ） （页面存档备份，存于）
- （日語） ラブプラス+ （页面存档备份，存于）